# Elisabeth Siewert

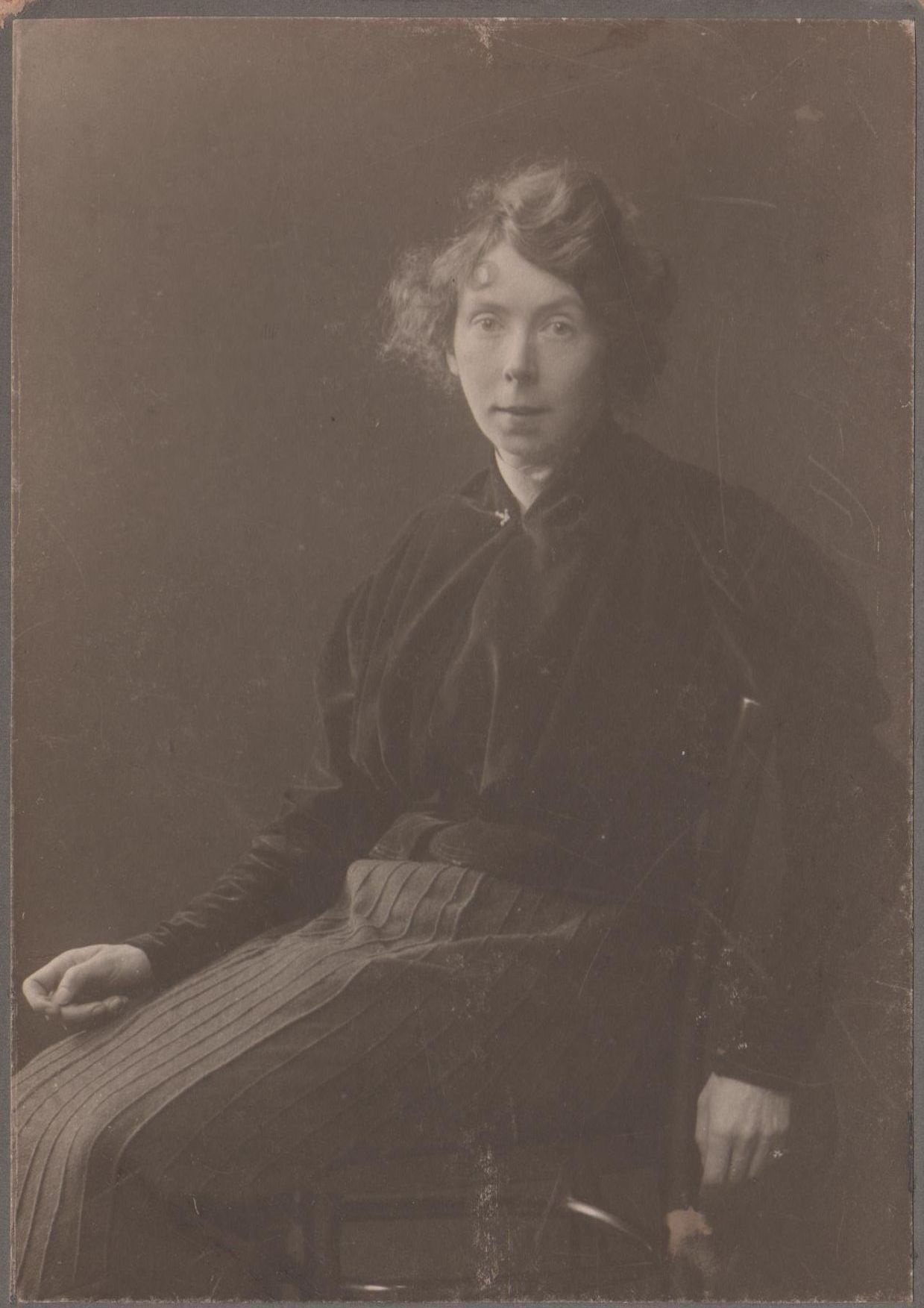
Elisabeth Siewert (1905)

Elisabeth Siewert (* 20. November 1867 in Budda, Landkreis Preußisch Stargard; † 28. Juni 1930 in Berlin) war eine deutsche Schriftstellerin. Ihre Romane, Erzählungen und Novellen kreisen um ihre Erinnerungen an Kindheit und Landschaft in Westpreußen und spiegeln die zeitgenössische Lebenswirklichkeit wider.
Das Verständnis ihres literarischen Werks erschließt sich aus ihrer Biographie – aus ihrer frühen künstlerischen Prägung im großbürgerlichen Elternhaus und aus ihrem engen Verhältnis zu zwei ihrer Schwestern, mit denen sie auch später in Berlin in einer Wohngemeinschaft zusammenlebte. Im Zentrum Elisabeths oft autobiographischen Werks stehen Figuren, vielfach Schwestern, die immer wieder der Frage nachgehen, wie es geschehen konnte, dass das glückselige Himmelreich der Kindheit verlorenging. Gleichzeitig lässt sie ihre Figuren ahnen, dass ihre Sehnsucht nach der versunkenen Kinderwelt nur der Boden zur Weiterentwicklung sein kann. Wie sie selbst suchen ihre Figuren nach Wegen, aus der seligen, aber auch einengenden Erinnerung auszubrechen und im Leben zurechtzukommen. Siewerts Sprache ist eher herb und spröde, vornehmlich in den Romanen aber auch humorvoll.
Zu Lebzeiten als „protestantische Droste“ bezeichnet, war sie mit ihren Novellen bis zum Ende der 1910er-Jahre vor allem in Zeitschriften der Frauenbewegung und in den Sozialistischen Monatsheften vertreten. In diesen Medien auch mehrfach ausführlich rezipiert, nahm ihre literarische Produktivität anschließend deutlich ab; Beachtung fand sie nur noch in Blättern wie den Ostdeutschen Monatsheften oder dem Westpreußen-Jahrbuch. Der große literarische Durchbruch gelang ihr nicht. Verbittert durch den Misserfolg, starb sie in geistiger Verwirrung und geriet fast vollständig in Vergessenheit. Erst 2008 – im Zuge der Wiederentdeckung des Werks ihrer älteren Schwester, der Malerin Clara Siewert – rückte auch ihr Schaffen wieder in den Blickpunkt.

## Leben
Elisabeth Siewert kam auf dem Gut Budda, rund 56 Kilometer südlich von Danzig gelegen, als Tochter von Iwan Siewert, einem früheren Hauptmann des preußischen Heeres und Helene Siewert, geborene von Baehr, zur Welt.

### Vorfahren
Väterlicherseits stammte die Familie nach Darstellung des Theater- und Kunstkritikers Paul Fechter aus Sankt Petersburg. Ein Vorfahre, ein sehr begüterter Russlanddeutscher, soll zur Zeit Pauls I. in der Stadt an der Newa gelebt haben. Er habe das Missfallen des Zaren erregt, als er sich ein Gespann zulegte, das dem überall bewunderten Apfelschimmel-Gespann des Zaren glich und damit auf dem Newski-Prospekt spazierenfuhr. Daraufhin sei er für einige Zeit nach Sibirien verbannt worden. Nach seiner Rückkehr habe er Russland vorsichtshalber verlassen, sei mit seiner Familie nach Danzig gezogen und habe bei Ohra (heute Danziger Stadtteil Orunia) ein Landgut erworben. Zur Versorgung seiner Söhne habe er mehrere Gutshöfe in der Kaschubei zwischen der Tucheler Heide und dem Hügelland im westlichen Weichselraum gekauft. Eins der Güter, das Gut Budda, habe Elisabeths Vater bekommen.
Die Vorfahren mütterlicherseits gehörten zum mitteldeutschen Geburts- und Geistesadel. Die Mutter, geborene von Baehr, war mit den Schriftstellerbrüdern Schlegel verwandt, die Großmutter eine geborene Schlegel. Die Cousine der Großmutter, Wilhelmine Marianne Niemeyer, ging durch ihre Beziehung zu dem Schriftsteller, Lyriker und Dramatiker Karl Immermann und ihre Freundschaft zu dessen ehemaliger Geliebten Elisa von Ahlefeldt in die Literaturgeschichte ein. Der Großvater Leopold von Baehr war mit dem Bildhauer Christian Daniel Rauch, Mitbegründer der Berliner Bildhauerschule, befreundet und lebte im ostpreußischen Ragnit in der Nähe Tilsits. In ihrer Kinderzeit verbrachte Elisabeth Siewert ein Jahr bei dem Großvater, der ein Alter von 104 Jahren erreichte, auf dem Land in Ragnit.

### Kindheit und Jugend auf Gut Budda

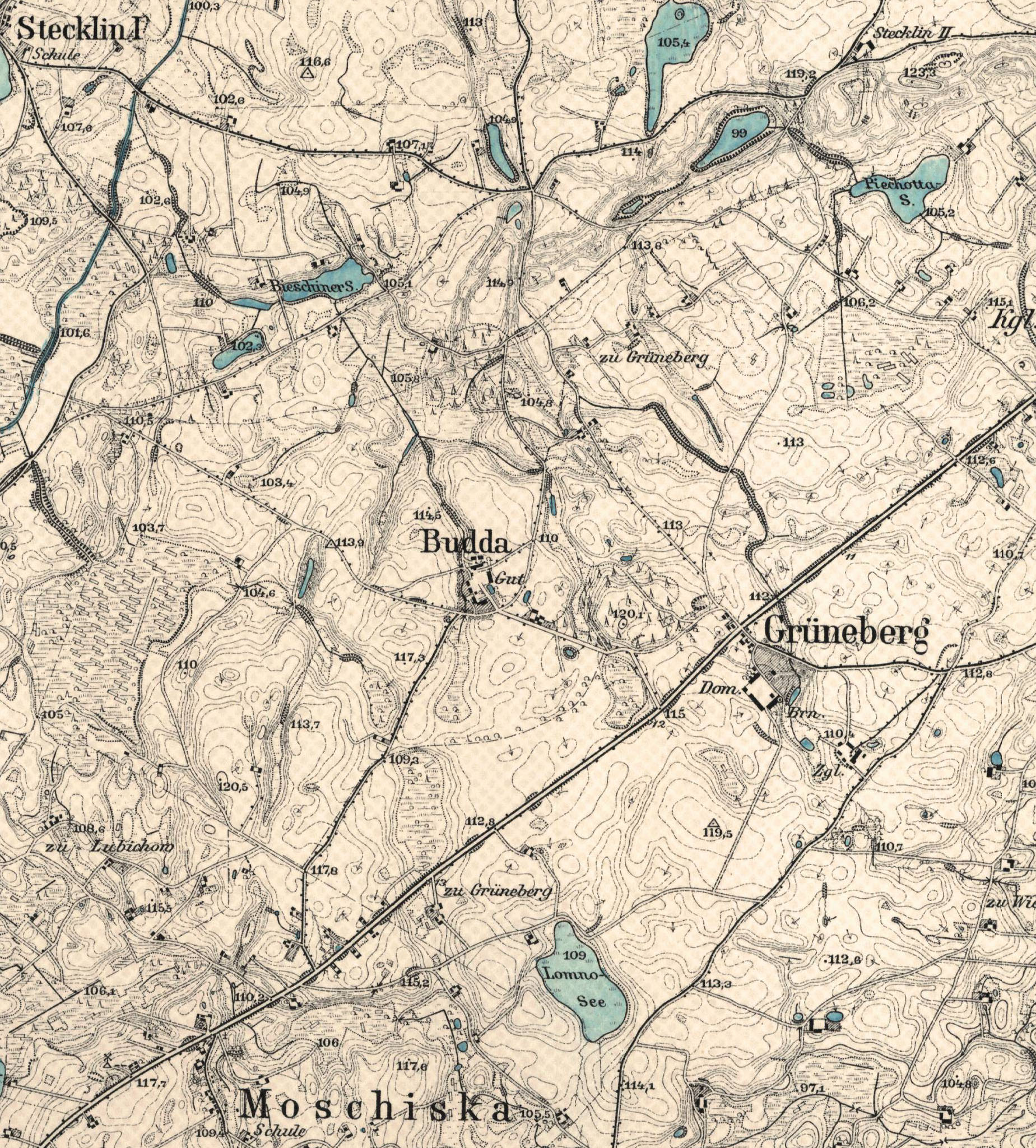
Budda mit Gut und Umgebung. Preußische Landesaufnahme 1908, Messtischblatt (1:25.000).

Auf dem abgelegenen Gutshof Budda (aus Bude, ehemals Teerbude des Nachbarorts Grüneberg) betrieben Elisabeths Eltern Ackerbau, Viehzucht und eine kleine Stärkeproduktion. Der Vater war zudem in den 1870er- und 1880er-Jahren Amtsvorsteher des Amtsbezirks Liebichau (Lubichow). Auf dem laut Elisabeth Siewert kleinen Landgut Budda wuchs sie gemeinsam mit mehreren Geschwistern auf.

#### Finanzielle Engpässe und großbürgerliche Erziehung
Allerdings erwies sich das Gut in dem kargen Landstrich als „nicht sehr ergiebiges Grundstück“. Im autobiographisch geprägten Roman Die schönen Herbsttage (1903) beschrieb Elisabeth Siewert das Budda vergleichbare Romangut Ruhla als „ein kleines Gut im unfruchtbarsten Teil Westpreußens“, das der Besitzer, der „kein echter Landwirt ist, […] wie eine Katze im Sack gekauft [und] teuer bezahlt“ habe. Die „talentvollen, zarten, vornehmen“ Bewohner seien „von Schulden überlastet“ und lebten in ständigen „Sorgen um das Allernotwendigste“. Auch in Drei Schwestern (1906) thematisierte sie ein verarmtes Gut bei Preußisch Stargard: „So lange die Kinder denken konnten, hatten ihre Eltern in Geldsorgen gesteckt, dabei war der Zuschnitt der Lebensführung durchaus herrschaftsmäßig.“ Der Kunsthistoriker und Kustos für Klassische Moderne im Museum Wiesbaden Roman Zieglgänsberger bezeichnete Budda 2008 entsprechend als Fehlkauf und schreibt zur Kindheit der Schwester Clara, was gleichermaßen für Elisabeth gilt:

„In diesem vielsprachigen Bevölkerungsgemisch, mit dem naturgemäß religiöse Vielfalt einhergeht, wuchs Clara Siewert einigermaßen behütet und sicher auch glücklich, aber doch im Zwiespalt einer ständig gefühlten Armut einerseits und dem vorgetäuschten Reichtum andererseits, sozusagen zwischen Wirklichkeit und elterlichem Wunschdenken, auf.“

Trotz der finanziellen Engpässe schickten die Eltern die Mädchen zu privaten Reitstunden, später auf die Höhere Schule in Danzig und bezahlten für Clara die teuren Mal- und Zeichenschulen in Königsberg und später in Berlin; ob und inwieweit Elisabeth eine spezielle literarische Ausbildung bekam, ist nicht bekannt.

#### Frühe künstlerische Prägung

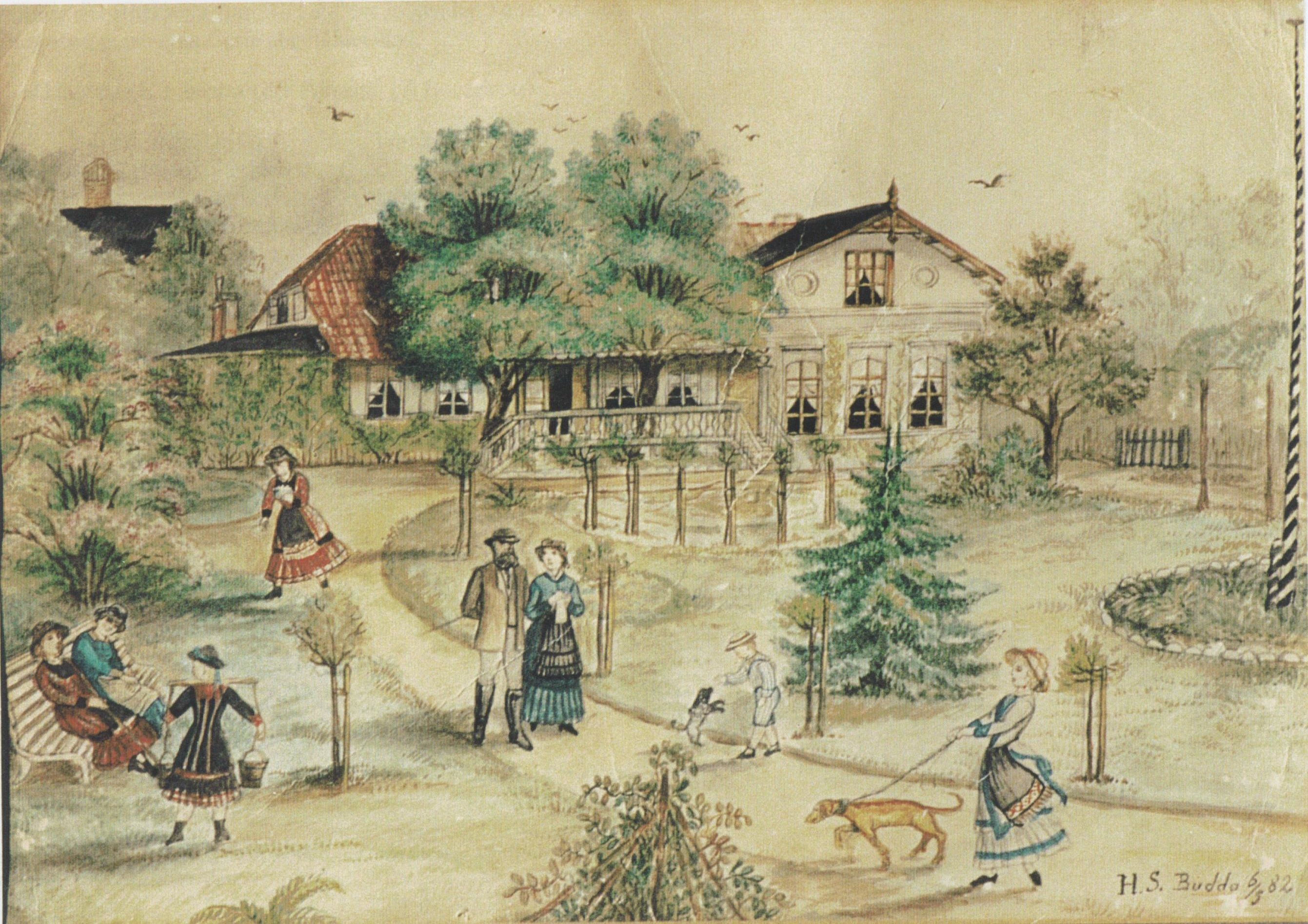
Landgut Budda 1882, Zeichnung von Helene Siewert, Elisabeths Mutter

Für die künstlerische Prägung der Schwestern sorgte insbesondere die Mutter, die bis zu ihrer Heirat selbst Malstudien betrieben hatte und auf Budda ein Familienbuch führte, in dem sie die alltäglichen Begebenheiten mit Poesie notierte und mit Zeichnungen illustrierte. Entsprechend angeregt, ließen die Schwestern ihrer Phantasie schon in frühen Jahren freien Lauf, spielten historische Dramen nach, dichteten und zeichneten. Laut Paul Fechter fügten sie ganze Romane zusammen und trugen sie sich gegenseitig vor. Ein Handwerker habe sich einmal geweigert, in dem Raum zu arbeiten, in dem „die Kinder ihr wunderlich phantastisches Spiel trieben“; mit den „verrückten kleinen Mädchen“ bliebe er nicht „in einer Stub“. In Die schönen Herbsttage (1903) bezeichnete Elisabeth Siewert die Bewohner des Roman-Guts im Rückblick „allesamt“ als „Phantasten“, die sogar die Wände der Viehställe bemalt hätten. „Auf die Wand des Gesindehauses nach dem Garten zu hat Kitty den ‚Ring des Polykrates‘ gemalt.“ Von der Schwester Clara existiert tatsächlich eine Zeichnung Studie zum Wandbild ‚Ring des Polykrates‘. Die Erziehung der Schwestern beschrieb der Dichter und Schriftsteller Herybert Menzel 1930 in einem Nachruf auf Elisabeth Siewert wie folgt:

„Die Bewohner von Budda waren so reich in ihrer Abgeschlossenheit, sie wurden darüber zu Künstlern, sangen, verwandelten sich täglich neu, zeichneten und schrieben Gedichte. Drei von ihnen wohnten dann in Berlin zusammen, zwei Malerinnen und die Dichterin. Clara, Vicki und Elisabeth Siewert. Und waren, wie ihre Möbel noch immer Wald mit Sonnenschein und stürmischen Rauschen, noch immer Menschen dieses Waldes, die drei Künstlerinnen.“

Zwar sehnten sich die Schwestern aus der Wirklichkeit Berlin, in der sie nie heimisch wurden, zeitlebens zurück nach Budda, aber in der Erinnerung Die Heimat (1912) seufzte die Schriftstellerin auch: „Daß es möglich war, eines solchen Landguts jemals überdrüssig zu werden! Es kam so.“ Nach einer längeren, von grüblerischen Phasen begleiteten Krankheit und nach einer Kutschfahrt mit der Mutter habe sie den Entschluss gefasst, das doch auch einengende Landleben hinter sich zu lassen. Mehrfach kehrten die Schwestern in ihrer Berliner Zeit für längere Besuche nach Westpreußen zurück – später, nachdem die Eltern das Gut Budda verkauft hatten, auf das Gut Luschkau/Luschkowo im Landkreis Schwetz (heute Luszkówko in der Gemeinde Pruszcz). Die zwischenmenschlichen Fähigkeiten allerdings, die in ihrem Leben in der Großstadt gefragt waren, konnten die Eltern den Schwestern auf dem abgelegenen Landgut offenbar nicht ausreichend vermitteln. So beklagte sich die Schriftstellerin: „Für den Umgang mit Menschen hat mich der teure Proteus Budda nicht gerade vorbereitet.“

### Das Refugium der Schwestern in Berlin

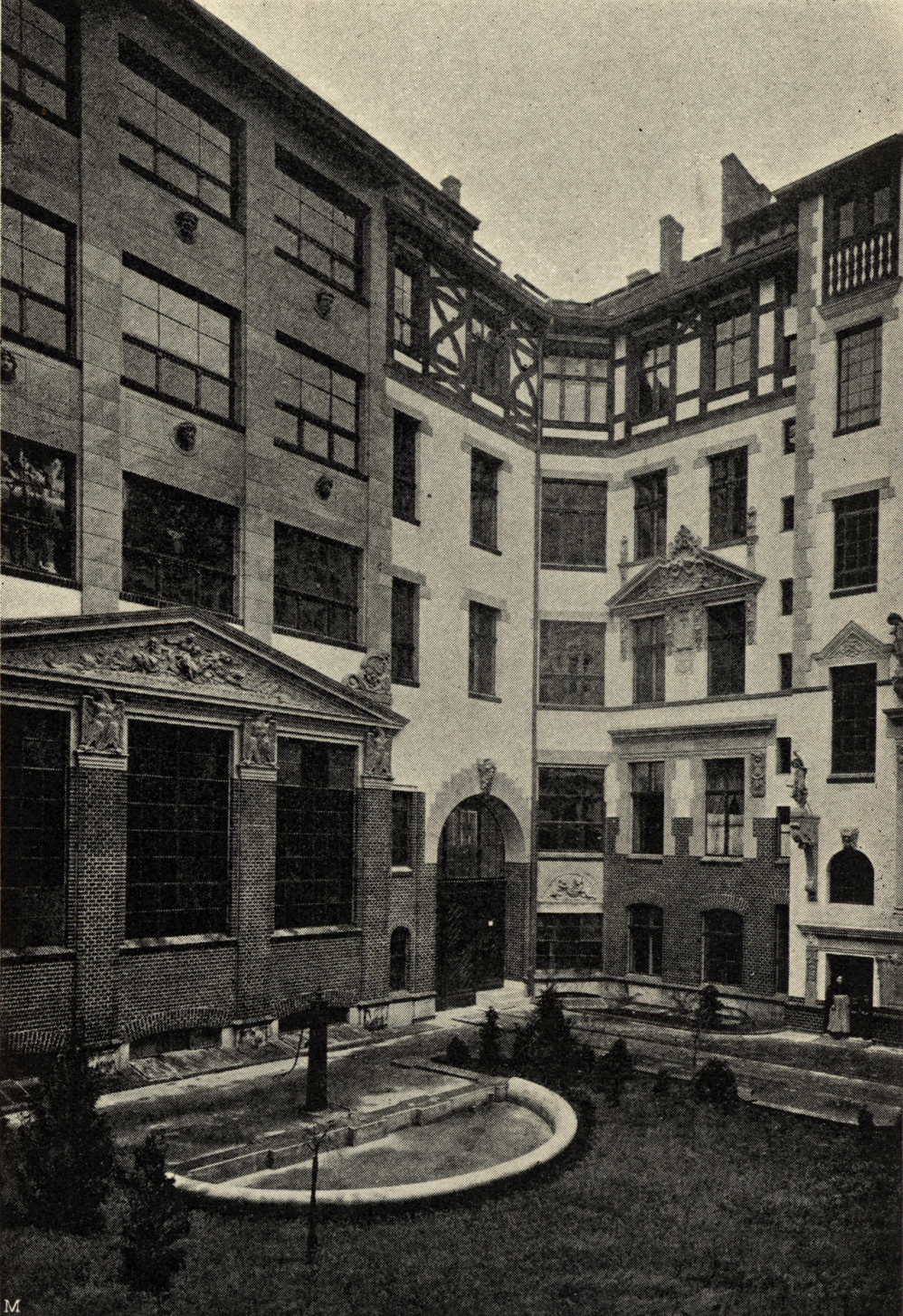
Hof des Atelier- und Wohnhauses in der Durlacher Straße im Jahr 1893

Über die Lebensumstände und die Adresse in Elisabeth Siewerts Berliner Anfangszeit wie auch über den Zeitpunkt der Übersiedlung ist nichts bekannt. Spätestens 1912 lebte sie nachweislich in Berlin oder in einem der 1920 eingemeindeten Vororte. Im selben Jahr wurde ihre pommersche Heimat dem wieder errichteten polnischen Staat eingegliedert. Ihre fünf Jahre ältere Schwester Clara zog Ende der 1890er-Jahre endgültig nach Berlin, nachdem sie bereits seit ungefähr 1884 semesterweise zwischen Budda und Berlin gependelt war. Sicher ist, dass die Schwestern Clara, Elisabeth und Victoria, die jüngste der drei, um 1915 in der Durlacher Straße 14 in Wilmersdorf eine gemeinsame Wohnung einrichteten und dort zunehmend zurückgezogen lebten. Wie Clara Siewert war auch Victoria Siewert Malerin, von ihr sind allerdings nur drei Ausstellungs-Beteiligungen nachzuweisen.
Clara Siewert hatte die Durlacher Straße 14 in der zu dieser Zeit noch selbständigen Gemeinde Deutsch-Wilmersdorf bereits 1904 bezogen und dort eine Künstlerwerkstatt eingerichtet. Das Haus war 1893/94 von dem Architekten Wilhelm Walther als „Atelierhaus Bieber“ – benannt nach dem Bildhauer und Bauherren Richard Bieber – errichtet worden. Das noch heute im Haus befindliche und denkmalgeschützte Restaurant Bieberbau erinnert an die Tradition des 1943 weitgehend zerstörten Gebäudes, in dem in den 1910er-Jahren unter anderem auch die Brücke-Künstler Ernst Ludwig Kirchner und Max Pechstein sowie die Bildhauer Gerhard Marcks und Richard Scheibe arbeiteten. Die Durlacher Straße ist im Gründerzeitstil bebaut. Von den Wohnungen bot und bietet sich ein freier Blick über den benachbarten Volkspark Wilmersdorf. Die spätere gemeinsame Wohnung der drei Schwestern beschrieb Herybert Menzel 1930 im Nachruf auf Elisabeth als Refugium, das die Atmosphäre ihrer verlorenen Heimat in Westpreußen konservieren sollte:

„Wenn man ihre Zimmer betrat, war man aus pochender Gegenwart schon ins Zeitlose getreten. Ahnenbilder grüßten von den Wänden, alte Möbel nahmen gewichtige Plätze ein. Sie knarrten in der Dämmerung wie Bäume, die im Winde sich einander reiben. Noch ganz Wald waren sie und dufteten noch und trösteten so […].“

Doch auch in diesem Refugium blieb das „Leben in der Stadt“ für die Schwestern „kaum mehr […] als ein Kampf gegen den Zusammenbruch aller ihrer Lebenskräfte“, wie Elisabeth Siewert bereits 1912 in der Novellette Darum ihren, wie so oft autobiographisch gezeichneten, Schwesterfiguren attestierte; ein für sie selbst letztlich vergeblicher Kampf.

### Anfangserfolge und Unterstützung der scheiternden Schwester Clara
Noch zehn Jahre zuvor scheint die Schriftstellerin von einer Aufbruchstimmung erfasst gewesen zu sein, wenn sie etwa ihre Figur Marie im Roman Die schönen Herbsttage (1903) Berlin „zum ersten Male großartig und anziehend finden“ ließ und fortfuhr: „So tausendfach viel spielte sich darin ab, lauter kleine Kreise bildeten sich da, wo zuerst nur Chaos schien. Und über allem lag solche starke Atmosphäre. Das war gewiß das Geistige, die Energie zum Fortschritt […].“ Dieser Stimmung entsprachen ihre beruflichen Erfolge in der Berliner Anfangszeit. Ihre erste Novelle erschien 1897, der erste Roman 1903 und bis ungefähr 1920 konnte sie ihre Erzählungen nahezu regelmäßig in Zeitschriften unterbringen und Verleger für ihre Romane finden.

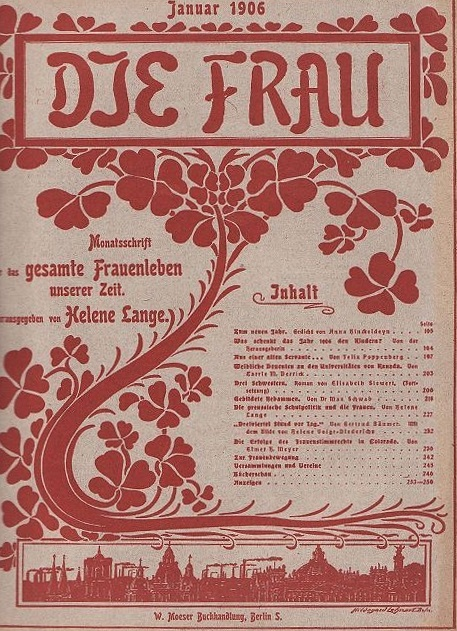
Die Frau, Titelseite Januar 1906, mit Siewerts Fortsetzungsroman Drei Schwestern. In dieser Zeitschrift des Bundes deutscher Frauenvereine veröffentlichte Siewert seit 1897.

Zwar sprach der Schriftsteller Carl Lange anlässlich des Nachrufs 1930 von „jahrzehntelange[n] Sorgen um das tägliche Brot“, doch war sie in den 1910er-Jahren finanziell zumindest so gut gestellt, dass sie ihre Schwester Clara versorgen konnte. In der Laufbahn der Malerin vollzog sich bereits 1912 ein einschneidender Bruch, der mit ihrem Austritt aus der Berliner Secession zusammenfiel. Clara Siewert, unter anderem ausgebildet von Karl Stauffer-Bern, gehörte zu den wenigen Frauen, die in die fortschrittliche Künstlergruppe aufgenommen wurden; seit 1900 wurde sie als Mitglied geführt. In der Zeit von 1892 bis 1912 war sie mit ihrer expressiv-leidenschaftlichen, von psychischer Zerrissenheit geprägten Malerei erfolgreich auf rund zwanzig Kunstausstellungen vertreten und Museen und Galeristen kauften ihre Werke an. Warum sie die Secession verließ, ist ungeklärt. Danach nahm sie nur noch sporadisch an Ausstellungen teil. Vergeblich versuchte Käthe Kollwitz 1916 als Jury-Mitglied noch einmal, Clara in einer Secessions-Ausstellung unterzubringen. In ihrem Tagebuch notierte Kollwitz: „Den ganzen Tag juriert. Nicht geglückt, Clara Siewert hereinzubringen“. Elisabeth Siewert, bei der sich der ausbleibende literarische Durchbruch bereits abzeichnete und die nach dem Ersten Weltkrieg selbst Schwierigkeiten hatte, ihre Erzählungen in Zeitschriften zu platzieren, dürfte nach Darstellung Zieglgänsbergers aus ihren vor dem Krieg veröffentlichten Romanen noch einige Rücklagen gehabt haben und für ihre Schwester aufgekommen sein.

### Selbstzweifel, ausbleibender literarischer Durchbruch und Krankheit
Elisabeth Siewerts literarische Arbeit war früh von Selbstzweifeln und von der Suche nach der Selbstfindung begleitet. Händeringend suchte sie nach ihrem „künstlerischen Begriff“ und fragte sich, ob ihr in der Kindheit verhafteter, „unentwickelter Innenmensch“ in der Lage sei, aus dem Gefängnis der Erinnerungen zur Wirklichkeit zu kommen. „Ich habe nur eine Etage [im Kopf], in der wohnt unabwendbar der Sinn für das Ganze, das Streben nach der Einheit.“ Die Zweifel und Fragen im Spannungsfeld zwischen Sehnsucht und Realität waren gleichzeitig die Triebfeder ihres literarischen Schaffens.

#### Schreiben als Kampf
Die Erzählung Aus einer armen Werkstatt verdeutlicht ihren Kampf, der bereits 1909 mit Krankheiten einherging:

„Ich liege hier als das Ergebnis einer komplizierten Kultur, das Futter für hundert infame Komplikationen. Mein Hexenschuss ist schleichend, verschleiert, verkappt, drei Ärzte sagen Verschiedenes darüber aus, ein vierter verschreibt aus der Ferne Pulver. […] Du lieber Himmel, ich werde nicht wie neugeboren aufstehen. Kann mir jemand die Gedankenmühle abstellen? Kann man mein Vorleben ein bisschen weniger sonderbar, abnorm gestalten, es mit Rosenöl begiessen und mein Nachleben auf einen Berggipfel verlegen? Auch über mein Gehör muss ich klagen […]. Und meine Gefühle hören nicht auf wie Vögel mit den Köpfen an die Wände des gläsernen Käfigs zu stürzen. Das ungeduldige Herz klopft, klopft, als hätte es nun endlich einen andern Rhythmus verdient und sei der Einzelhaft und des abgesonderten Daseins müde; es möchte sich dahin wenden, wo es – ach ja, wohin? […] So ungefähr denkt ein weibliches Wesen, dass sich durchaus mit Aussen- und Innenwelt auf seine eigene Art auseinandersetzen will, sich mit dem Federkiel bewaffnet in den Kampf geschlichen hat, fortwährend zurückgestossen wird und immer wieder aufsteht und es nicht lassen kann etwas zu sagen. Nun ist das Wesen zur Strecke gebracht, da sich zu hundert geistigen Anfechtungen und Leiden des Gemüts und Geschmacks noch ein körperliches dazu gefunden hat. […] Was sind wir, denkt die unter vielen Deckbetten Verpackte. Märchengestalten, die aus ihren Verstecken herausgejagt wurden auf den Jahrmarkt. […] Ablehnung finden gegen das Nahe, den Geist der Umgebung; das tut nicht gut. Woher nimmt man aus dem Aussenleben das Material, um das Innenleben auszubauen, zu ernähren?“

Anschließend beschreibt sie, dass die Schwester, „die Malerin“, nicht zu ihrer Arbeit in die Galerie fährt und bleibt, um sie aufzumuntern. Das gibt ihr neue Kraft:

„Gestern steckte ich in dem furchtbaren Gefängnis der Unbegeisterung […]. Heute … Ah, die Luft, ein bisschen Undine ist in ihr, ich fühle schwesterlich mit der Luft heute. Das Abspenstige, Ablehnende fällt von mir, ich wende mich dahin, wo ich lieben und mich nähren darf. Uns armen verjagten Märchengestalten kommen doch wieder Zustände, Bilder, die ausgleichen. Heimlich sind wir mit unseren heimischen Wäldern, Höhen, Paradiesen verwurzelt, und von daher bekommen wir unversehens Geschenke. … Ich werde jetzt aufstehen und was schreiben, mir steht etwas vor Augen. … Ich werde gleich aufstehen.“

#### Auf der Suche nach dem „künstlerischen Begriff“
In Das Himmlische Kind thematisierte Siewert 1916 in Form eines Selbstgesprächs ihre Zweifel, ob sie über ihr Thema hinausgelangen könne und müsse. Sie befragte sich, ob es denn nicht ausreiche, wenn das „himmlische Kind“ (also sie selbst) „helfe die Liebe [zu] schaffen“. Sie führte weiter aus: „Das Romaneschreiben, sich etwa einen Namen damit machen, kommt doch wirklich erst in zweiter Linie“. Sie betonte, wie sehr sie ihre Kraft und ihr Vermögen aus der glücklichen Erinnerung bezieht. Ihre Kindheit glorifizierte sie mit den Worten „Ich klammere mich an das kleine Kind, ich bete es an, ich ziehe es aus der Dämmerung und betrachte es mit fassungslosem Entzücken.“ Und sie fragte sich, ob das Kind etwa gezwungen sei, seine klammernden Erinnerungen mit der äußeren Welt zu verbinden. Sie hoffte weiter, sie könne, wenn sie an dem Kind festhielte und nur genügend nachdächte und Fäden knüpfte, in der Lage sein, ihre Traumwelt mit der äußeren Welt zu verbinden und nur so ihren „schwankende[n] künstlerische[n] Begriff gestalten und stark werden“ lassen. Sie grübelte, ob sie das überhaupt wolle. Die Zweifel können mich nur staubig machen, Verzweiflung wäre ganz dumm, ganz krank. Wichtiger sei es für sie, sich zu finden: „Als ob es nicht gleichgültig ist, ob ich untergehe, wenn ich mich gefunden habe. […] Der neue Sinn, der mich da beseelte, ist alles, was mir zugehört, seine Spuren, die mich jetzt noch begleiten, sind wichtiger als alles andere, und meine einzige wirkliche Aufgabe ist, sie zu verfolgen und fortzusetzen.“ Eingeleitet hatte sie ihren Text mit den Worten:

„So möchte ich zu einem Freunde sagen: Sie haben keine leise Ahnung von meiner Spießigkeit und Ängstlichkeit. Hören Sie: Ich denke, daß ich Romane schreiben muß, ich quäle mich ab damit, ich klebe mich jammervoll töricht an diese fixe Idee. Wenn es in mir wogt und ringt, sich im Chaotischen Klarheit schaffen will, über den Grund grübelt, die Massen ordnen und meistern will, dann gilt mir das nichts oder gar als eine zeitraubende, unerhört anmaßende, für meinen ungeschulten Geist fast krankhafte Betätigung. Ich meine, meine Lage ist zu unsicher dazu. Als ob es sich nicht um das Wesentliche, Ewige in mir handelt, das sein Recht fordert. Als ob mich das Romanschreiben in eine sichere Lage brächte.“

#### Erfolglosigkeit, Verbitterung und geistige Verwirrung
Nach 1917 erschienen nur noch fünf Novellen in Zeitschriften und einige Erzählungen in zusammenfassenden Buchausgaben. Wie Carl Lange mitteilte, blieb der Kreis ihrer Freunde und Verehrer klein und Elisabeth Siewert konnte sich mit ihrer Literatur nicht durchsetzen. Versuche ihrer Freunde, einen Verlag für eine Gesamtausgabe ihres Werkes zu gewinnen, seien fehlgeschlagen. Die Erfolglosigkeit und die einhergehenden materiellen Engpässe hätten zu schweren seelischen Erschütterungen geführt.

„Nicht so sehr materielle Not, doch auch die, denn sie liebte es, verschwenden zu können. Vielmehr daran ist sie zugrunde gegangen, dass nicht das Echo ihren Werken ward, das sie erhoffte, dass so viele, ach, so viele unbedeutende Namen aufrankten neben dem ihren und ihren nicht zur Blüte kommen liessen, alles Licht ihr nahmen. Es hat sie das doch verbittert zuletzt. Das nahm ihr schliesslich alle Schaffenskraft. Keinen Trost mehr fand sie in der Anerkennung und Ermunterung der wenigen Freunde. […] So verzagte, verzweifelte sie, lag brach. Bis zuletzt hofften die Freunde auf einen neuen Erfolg, auf den kleinsten, sichtbaren Erfolg. Der hätte sie wieder frisch und tatenfroh werden lassen. Es sollte ihr versagt bleiben. Und so verwirrte sich wohl ihr Geist in aller Hoffnungslosigkeit, und, ohne Echo, in sich selbst gefangen. So brach sie zusammen.“

### Tod und Nachruf
Elisabeth Siewert entschlief nach Angabe Carl Langes am 28. Juni 1930 nach Monaten des Leidens sanft in einem Berliner Krankenhaus. Ihre Schwester Clara, gerade im Begriff, wieder auf Kunstausstellungen Fuß zu fassen, stürzte der Tod ihres Lebensmenschen in eine erneute Schaffenskrise und in eine Depression. Clara überlebte ihre jüngere Schwester um 15 Jahre und starb im Oktober 1945 in völliger Verarmung. Victoria starb im Dezember 1971. Die drei Schwestern blieben unverheiratet und kinderlos.
Im Nachruf schrieb Herybert Menzel 1930: „Sie hat Not gelitten, Elisabeth Siewert, sie, von der es einmal heissen wird, dass sie eine unserer grössten deutschen Dichterinnen ist.“ Der mit der Schriftstellerin gleichfalls befreundete Carl Lange bedauerte zwar auch, dass Elisabeth Siewert nicht der Erfolg vergönnt war, den sie „vollauf verdient hätte“, resümierte dann aber doch objektiv-kritisch, zu großen dichterischen Erfolgen habe es bei Elisabeth Siewert an „der tieferen Durchdringung“ gefehlt.

## Veröffentlichungen, Zeitschriften und Verlage

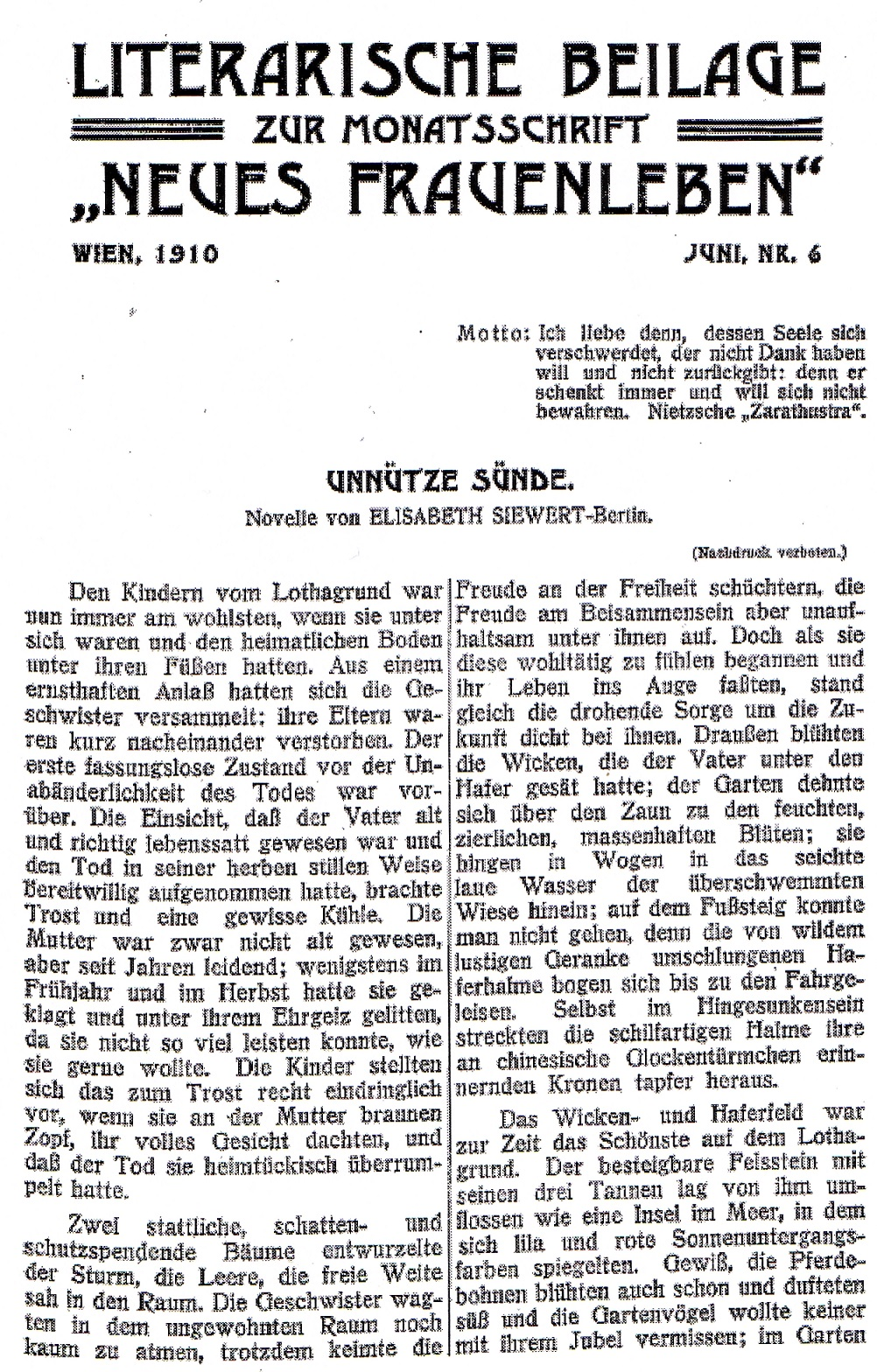
Literaturbeilage der Zeitschrift Neues Frauenleben mit Siewerts Novelle Unnütze Sünde, 1910

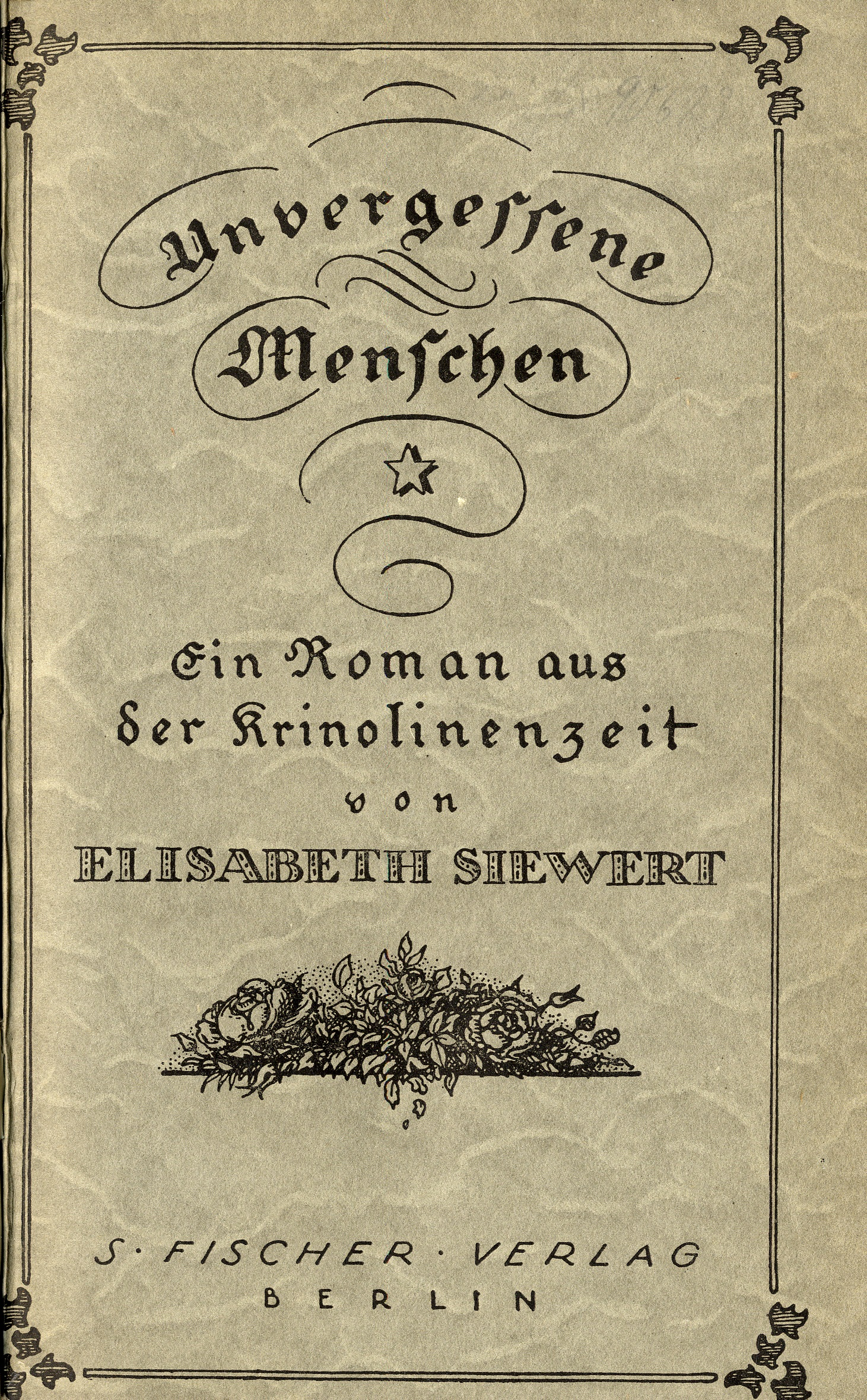
Titelblatt von Unvergessene Menschen, 1911, dem einzigen Roman Siewerts, der in zwei Auflagen erschien.

Elisabeth Siewert veröffentlichte zwischen 1897 und 1928 insgesamt rund fünfzig Novellen und Erzählungen in Zeitschriften, einige Novellen-Sammelbände und sechs Romane. Fünfzehn Gedichte erschienen postum 1933.

### Zeitschriften der Frauenbewegung, Sozialistische Monatshefte, S. Fischer Verlag und andere
Ihre erste Novelle, Maienfrost, erschien 1897 in der Zeitschrift Die Frau, die 1893 von der Pädagogin und Frauenrechtlerin Helene Lange, einer Symbolfigur der deutschen Frauenbewegung, begründet und vom Bund Deutscher Frauenvereine herausgegeben wurde. Die Zeitschrift wollte neben ihrer Funktion als Sprachrohr der Frauenbewegung auch die breite Masse bürgerlicher Frauen ansprechen und auf Familienblattgrundlage mit belletristischen Texten und alltäglichen Themen wie Haushaltsführung und Kindererziehung für die Ziele der Frauenbewegung gewinnen. Bis 1900 gehörte Siewert mit bis zu vier Beiträgen jährlich zu den produktivsten Autorinnen der Zeitschrift. Danach nahm die Zahl deutlich ab, letztmals war sie 1916 in Die Frau vertreten. Zwischen 1910 und 1916 kamen Veröffentlichungen in der Wiener Zeitschrift Neues Frauenleben hinzu. Zu den Herausgeberinnen gehörte die österreichische Literaturhistorikerin, Schriftstellerin und Feministin Christine Touaillon. Am längsten blieben Elisabeth Siewert die Sozialistischen Monatshefte – Internationale Revue des Sozialismus treu, die zwischen 1908 und 1923 siebzehn ihrer Erzählungen publizierten.
Dass die Texte Siewerts bis 1916 eine große Resonanz in frauenbewegten und noch bis 1923 in einer sozialistischen Zeitschrift fanden, liegt darin begründet, dass die Texte, zumindest bis zu dieser Zeit, bei aller Heimatverbundenheit im gesellschaftlichen Kontext und dem Frauenbild der Zeit ausgesprochen modern waren. Immer wieder handelten die Geschichten von verrückten Mädchen/Schwestern aus dem Bildungsbürgertum, die in die große Stadt aufbrachen, um sich künstlerisch selbst zu verwirklichen und auf eigenen Füßen zu stehen. Auch die übrigen Frauengestalten Siewerts waren von der traditionellen Geschlechterrolle in der Regel weit entfernt oder scheiterten an dieser Rolle. Ein weiterer Grund war, dass Siewert ihre Figuren immer wieder betonen ließ, wie wenig ihr Autoritäten, Prediger oder der Glaube an ein höheres Wesen zu geben vermochten. So beispielsweise in der Novelle Van Braakel (1909), einem Schiffsjungen aus einem Lesebuch, der für die kleinen Mädchen aus dem Gut als Metapher für all das stand, „was frei, eigenwüchsig, kühn, todverachtend und lebenausschöpfend war“; dem die Bibel und die „schwarzen quadratischen Andachtsbücher“ keine Antworten gaben und statt „göttlichem Wesen“ von den Erwachsenen „das Allereinfachste […], die Beobachtungen eines einzigen, simplen Tages mit Aufrichtigkeit dargelegt“ einforderte; der, auch gewaltsam, die „geordnete langweilige Sicherheit, das bürgerliche Gleichmaß durchbrechen“ wollte und „nach Zusammenhängen fahndet“.
Den ersten Roman, Bajowo, verlegte 1903 Richard Taendler, einer der bekanntesten Literaturagenten in Berlin. Zwei weitere Romane erschienen 1911 und 1913 im S. Fischer Verlag, der zudem 1914 und 1915 zwei Novellen in seiner Literaturzeitschrift Neue Rundschau abdruckte. Der Schriftsteller und Verlagslektor Moritz Heimann, der fast dreißig Jahre für Fischer tätig war, hatte laut Mitteilung Carl Langes Siewerts starke Fähigkeiten schon frühzeitig anerkannt. Als es in den späten 1920er-Jahren darum ging, einen Verleger für eine Werkausgabe Siewerts zu finden, war Heimann aus dem S. Fischer Verlag krankheitsbedingt bereits ausgeschieden. Lediglich der Roman Unvergessene Menschen aus dem Jahr 1911 erzielte im Folgejahr eine zweite Auflage. Diese zweite Auflage des mit 480 Seiten umfangreichsten Werks Siewerts kostete bei Fischer geheftet fünf und gebunden sechs Mark.

### Kunstwart- und Ring-Verlag, Ostdeutsche Monatshefte, Westpreußen-Jahrbuch
Die beiden Novellenbände von 1925 und 1926, die zu den wenigen Werken zählten, die Ende der 1910er- und in den 1920er-Jahren überhaupt noch von ihr erschienen, wurden vom Kunstwart-Verlag G.D.W. Callwey herausgegeben. Ihre letzte veröffentlichte Erzählung Die Geckin (1928) fand Aufnahme in der verlagszugehörigen Literatur- und Kunst-Zeitschrift Der Kunstwart, die zwischen 1925 und 1928 den Untertitel  Deutscher Dienst am Geiste trug. Die letzte Buchausgabe, der Novellenband Der Sumbuddawald, erschien, gleichfalls 1928, im Berliner Ring-Verlag. Der Verlag gab in erster Linie die Zeitschrift Der Ring, das offizielle Organ des Deutschen Herrenklubs, heraus. Er stand ferner dem nationalkonservativen Motzstraßenkreis um Arthur Moeller van den Bruck nahe, zu dessen Initiatoren der mit Elisabeth Siewert befreundete Paul Fechter gehörte. Sowohl der Motzstraßenkreis wie auch der Verlag waren im Haus des nationalistisch, teilweise völkisch orientierten Deutschen Schutzbundes für das Grenz- und Auslandsdeutschtum in der Schöneberger Motzstraße 22 ansässig. Beachtung fand Elisabeth Siewert nunmehr fast ausschließlich in Organen wie dem Westpreußen-Jahrbuch, der Baltischen Monatsschrift oder den Ostdeutschen Monatsheften, die 1930 einen Nachruf und 1933 Gedichte veröffentlichten.
Die deutlich zurückgehenden Veröffentlichungen sind, wie Carl Lange schrieb, dem Umstand geschuldet, „dass der Krieg und die Nachkriegszeit alles Künstlerische zurückdrängten“, sind aber auch in ihrer zunehmenden Verzweiflung, Verbitterung und nachlassenden Schaffenskraft begründet. Die nunmehr eher volkstum- und deutschtumaffinen Publikationsorgane deuten eine Abkehr von der anfänglichen, fortschrittlichen Einstellung der Schwestern an, die sich bereits mit Claras ungeklärtem Austritt aus der Berliner Secession angekündigt haben könnte. Sicher ist, dass die wenigen verbliebenen Freunde Elisabeth Siewerts wie Carl Lange als Gründer und Herausgeber der Ostdeutschen Monatshefte, der im Oktober 1933 zusammen mit 87 Schriftstellern das Gelöbnis treuester Gefolgschaft für Adolf Hitler unterschrieb, oder Herybert Menzel, der bereits vor 1933 der NSDAP und der SA beitrat, zum rechtsgerichteten politischen Spektrum gehörten. Auch der sehr um Elisabeth Siewert bemühte Paul Fechter äußerte sich zumindest in seiner Literaturgeschichte von 1941 systemkonform und stilisierte darin Hitlers Buch Mein Kampf zu einem literarischen Kunstwerk. Elisabeth Siewert selbst sagte in einem Gespräch mit Carl Lange in ihren letzten Jahren:

„Jedoch es bleibt dabei: ich diene der Verherrlichung meiner verlorenen Provinz, deren Auferstehung ich mit tiefster Sehnsucht erhoffe.“

Wie Elisabeth Siewert zum heraufziehenden Nationalsozialismus stand und ob sie überhaupt einen politischen Standpunkt vertrat, ist unbekannt und auch aus ihren Werken nicht schlüssig herauszulesen. Die Schwester Clara war Mitglied der Reichskulturkammer, nie aber der NSDAP.

## Rezeption des literarischen Werks

### Rezeption zu Lebzeiten
Bereits zu Lebzeiten wurde Elisabeth Siewert nach Mitteilung des Lyrikers, Dramatikers und Dramaturgen Friedrich Bethge als „protestantische Droste“ bezeichnet. Diese Charakterisierung, die auch Paul Fechter später in seine Geschichte der Deutschen Literatur übernahm, geht sehr wahrscheinlich auf eine Kurzbesprechung des Romans Unvergessene Menschen (1911) in der Berner Tageszeitung Der Bund zurück, in der es hieß: Elisabeth Siewert ist eine berufene Dichterin, die wohl bald eine protestantische Droste-Hülshoff genannt werden darf. Zum selben Roman erschienen zudem Pressestimmen in der Berliner B.Z. am Mittag, der Wiesbadener Zeitung und den Leipziger Neuesten Nachrichten. Die B.Z. am Mittag „entdeckte“ Siewert „mit Freude und Staunen als eine der stärksten Individualitäten unter den deutschen Schriftstellern“. Die Wiesbadener Zeitung sah in der Verfasserin des „modernen, hoch zu wertenden Romans“ eine „Dichterin, Beobachterin, Gestalterin von Bedeutung“. Lediglich drei Rezensionen sind bekannt, die ausführlicher auf das Werk der Schriftstellerin eingingen. Alle drei stammen aus den ersten 1910er-Jahren, als allenfalls die Hälfte der Siewertschen Novellen und Romane veröffentlicht war. Allerdings enthalten diese Besprechungen allgemeine Aspekte zu Siewerts Werk, die sich noch in ihrer Novelle Die Abenteuer der Oijamitza von 1928 zeigen.

#### Gertrud Bäumer, 1911

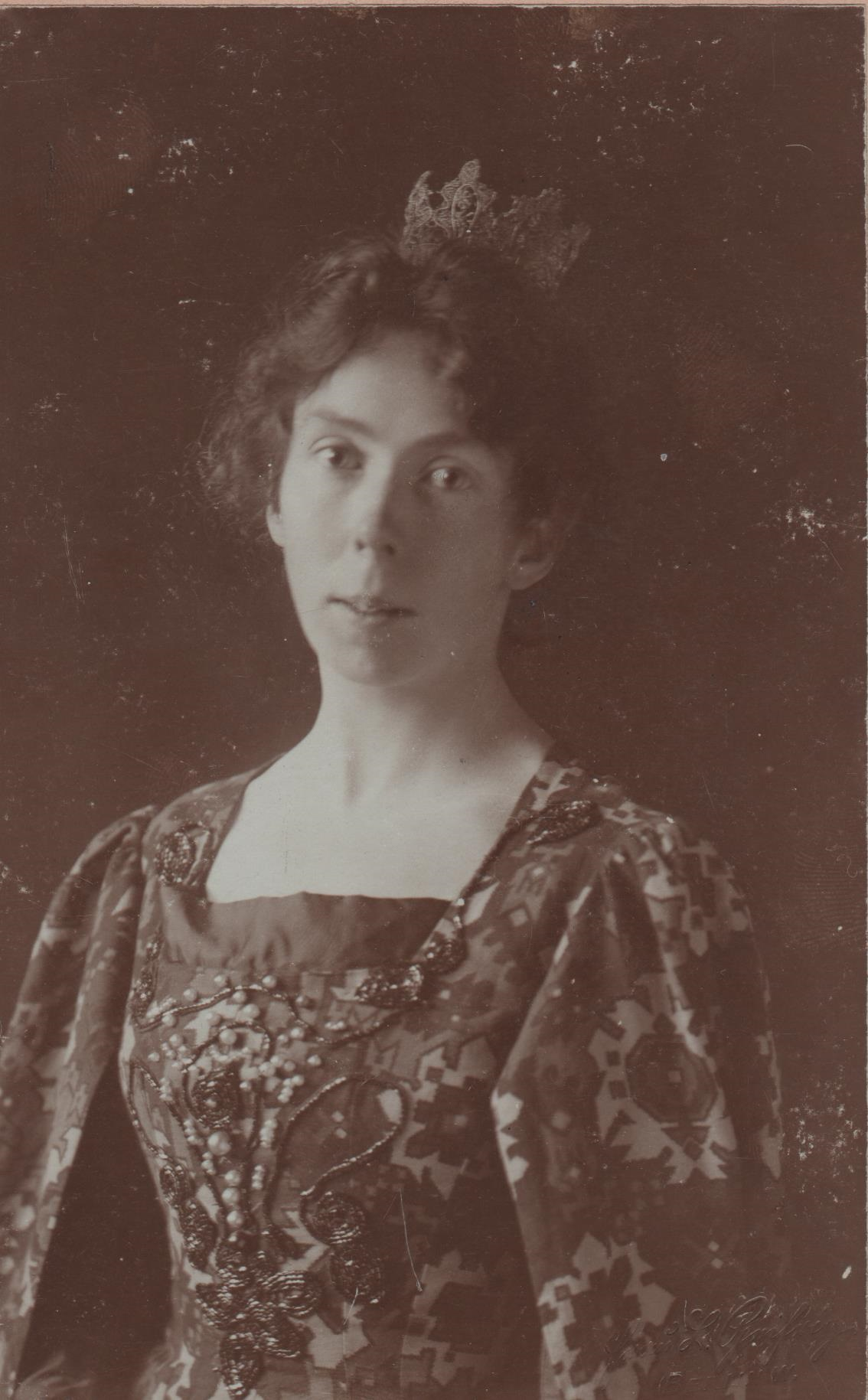
Elisabeth Siewert, um 1900

Die Frauenrechtlerin Gertrud Bäumer, Mitherausgeberin der Zeitschrift Die Frau, zählte Elisabeth Siewert 1911 zu dem vielleicht „bemerkenswertesten Typus“ der von ihr beschriebenen Heimatkünstlerinnen, „deren Können nach mancher Richtung hin versagt, aber immerhin die große Stimmensymphonie unserer modernen Literatur um einen eigenen Klang bereichert, um etwas Apartes und Neues“ mit einer gewissen Schroffheit und Eigenwilligkeit in der Äußerung zu schaffen. Durch die in Kinder und Leute (1906) gesammelten Skizzen gehe ein unaufhörlicher Kampf, aus der Kargheit und Enge des Landlebens, aus dem Gewöhnlichen, aus der Dürftigkeit und Kälte auszubrechen. „Es ist das Problem des Edelmenschen und zugleich das Problem der Frau. Der schmerzhafte Kampf des einzelnen, edel gearteten, feingebauten Individuums mit den Alltagsmenschen, die es einengen, […] das ist der Stoff, zu dem Elisabeth Siewert immer wieder zurückkehrt […].“ Auch wenn Siewerts Kunst kein wunschloses, liebendes Versinken in die Heimat sei, könne sie doch als Heimatkünstlerin gelten. In der modernen Literatur gebe es wenige, bei denen man so deutlich wie bei Siewert das Gefühl habe, hier werde das Leben mit neuen Nerven aufgenommen und gespiegelt und Neuland des menschlichen Seelenlebens erschlossen.

#### Lou Andreas-Salomé, 1912
Lou Andreas-Salomé, die kurz zuvor ihre psychoanalytische Ausbildung bei Sigmund Freud begonnen hatte, sah das Werk Siewerts 1912 in drei Wurzeln, die sich selten zusammenfinden, begründet: in „einer zugleich poetisch-freien, einer etwas moralistisch-gebundenen und einer humorvoll-vermittelnden Stellung zum Leben“. Es falle auf, schrieb sie in Das literarische Echo 1912, dass Siewert immer dann, wenn sie eine Figur aus der Enge der Natur und Poesie heraustreten lasse, diese Rolle einem Mann zuschreibe. Besonders deutlich trete dies bei Hugo im Roman Unvergessene Menschen (1911) zutage, der dem Typus eines zum Schöpferischen Bestimmten Ausdruck gebe. In immer neuen Umdeutungen begegne in den Werken das gleiche Problem: die Schönheit und Unausführbarkeit der poetischen Lebensauffassung. Durch fast alle Erzählungen ziehe sich die bedrückende Mühsal derer, die im Schweiße ihres Angesichts Moralarbeit verrichteten, während sie lieber an das Paradies, woraus sie seit der Kindheit vertrieben wurden, zurückdächten. Mehrfach betont die Rezensentin Siewerts Fähigkeit zum Humor, mit dem sie es schaffe, zwischen den innerlich arbeitenden Gegensätzen von Wollen und Sollen, Drang und Zwang, Bravheit und Schönheit versöhnend zu vermitteln.
Am besten gelinge das der Schriftstellerin bei Bildern aus dem Volke, also außerhalb ihrer persönlichen Lebens- und Bildungssphäre. Bei den Schilderungen unverbildeter, naturwüchsiger, dem Erdreich naher Menschen spüre man förmlich ein Aufatmen und einen weiteren Grund, warum sie hier besonders suggestiv wirke: „[…] man fühlt, daß um all dieses ihre Kindheit dicht herum stand, Natur und Poesie und aller Reichtum Erinnerungen es umgab, und so, neben der gesellschaftlichen Distanz, eine seelische unendliche Nähe fortfährt, es zu verklären (nicht zu verfälschen!).“ Das Ineinandergreifen von Lebenspoesie, Lebensprosa und Humor komme vor allem in den Romanen zum Ausdruck, während es in den Novellen und Erzählungen oft in die Eigenart der Verfasserin charakterisierende Momente, in bloße dichterische Milieuschilderungen, in humoristische Personenschilderungen und sogar in etwas wie moralischen Anschauungsunterricht auseinanderfalle. Als Höhepunkt Siewerts Literatur sah Andreas-Salomé den (damals) gerade erschienenen Roman Unvergessene Menschen (1911), der nicht mehr auf einen Stoffumkreis beschränkt sei, sondern mit ihrem reiferen, versöhnenderen Verständnis des eigenen Lebens Gegensätze umfasse. Eine der Hauptpersonen, Hugo, lasse sie ahnen, dass sein Gebanntsein von der versunkenen Wunderwelt der Kindheit ja nur die Ahnung ist, aus der Tiefe heben zu müssen, was über ihn hinaus Werk, Form, Gestaltung werden möchte.

#### Christine Touaillon, 1914
Zwei Jahre später veröffentlichte Christine Touaillon in der von ihr herausgegebenen Zeitschrift Neues Frauenleben einen Beitrag über Elisabeth Siewert, in dem sie näher auf die Romane Unvergessene Menschen (1911) und Lipspkis Sohn (1913) sowie auf die Novelle Der Getroffene (1914), die im Anschluss an ihren Beitrag abgedruckt wurde, einging. Siewerts Kunst sei ohne äußeren Reiz, karg, herb und spröde. Es gehe bei ihr immer um die Frage, wie sich der Mensch mit dem Leben abfinden, mit ihm fertigwerden könne. Die Helden ihrer Geschichten fühlten sich in ihrer Existenz nicht wohl. Sie lebten in einer, manchmal selbstgeschaffenen Enge, ein Druck laste auf ihnen. Sie empfänden eine unklare Sehnsucht nach einem fern liegenden Leben. Oft könnten sie selbst nicht sagen, was sie wollen, aber sie müssten aus dieser Gefangenschaft heraus oder sie gingen an ihr zugrunde. Die Handlung dieser Dichtungen sei unkonventionell, Spannung liege ihrer Kunst unendlich fern. Statt dramatischer Zuspitzung glitten die Ereignisse ineinander wie in der Wirklichkeit. Dass bei einer solchen Technik die ganze Dichtung nicht auseinanderfalle, sei der überzeugendste Beweis für die große Gestaltungskraft und die impressionistische Kunst der Dichterin.

#### 1920er-Jahre
Darüber hinaus gab es 1924 in den Ostdeutschen Monatsheften eine kürzere Besprechung von Lu Moeller van den Bruck, die sehr wahrscheinlich die zweite Frau und Mitarbeiterin des völkisch-nationalistischen Publizisten Arthur Moeller van den Bruck war. Das Kindhaft-Genialische, das Traumhaft-Seherische, das Naturhaft-Mystische unseres Volkstums machte für Van den Bruck Siewerts Bedeutung aus. Sie habe die neue, die moderne Synthese von Expressionismus und Romantik gefunden. 1928 veröffentlichten die Baltischen Monatsblätter eine Kurzrezension zum im gleichen Jahr erschienenen Novellenband Der Sumbuddawald. Darin hieß es Wir fassen vielleicht nicht mehr alle Mystik, die um den 'Sumbuddawald' geistert. Dazu muß man wohl Slawischem näher sein, als unser umhegtes Deutschtum es in der Abwehr je wollte und vermochte. Nach dem Hinweis, es sei sinnlos, den Inhalt der Novellen wiederzugeben, beschränkte sich der Beitrag im Wesentlichen auf die Aussage, die Novellen stammten von einer ostdeutschen Dichterin, die Ostmenschentum, Deutschtum und Dichtertum in erstaunlichem Maße in sich vereinigt.

### Spätere Darstellungen

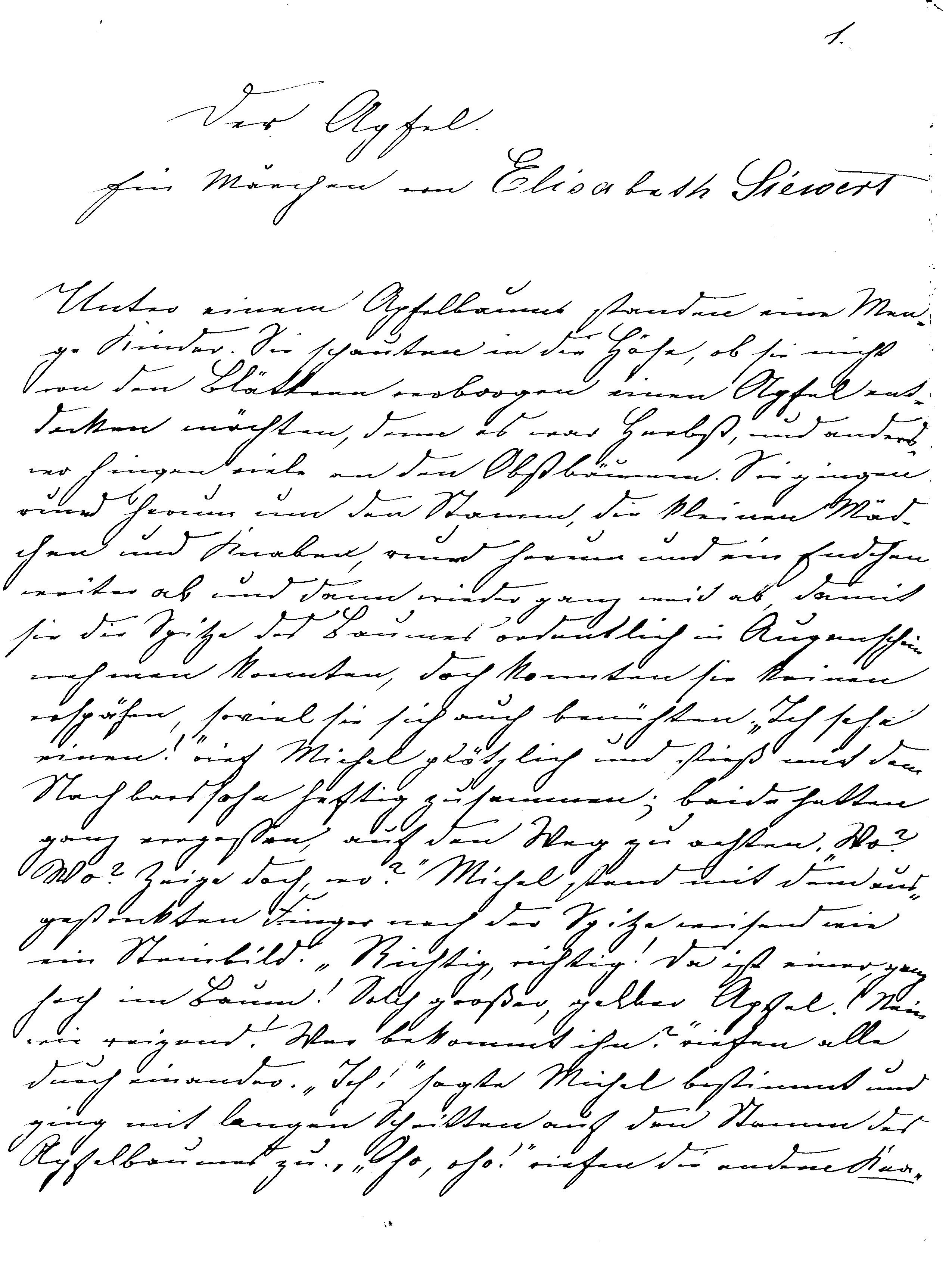
Erste Seite Siewerts Manuskripts Der Apfel. Die Geschichte wurde sehr wahrscheinlich nie veröffentlicht.

Nach dem Tod Siewerts 1930 gab es die oben zitierten Nachrufe in den Ostdeutschen Monatsheften, die sich aber – neben einigen Allgemeinplätzen zum Werk – im Wesentlichen auf biographische Angaben beschränkten. Auch die Einleitung des nationalsozialistischen Lyrikers Friedrich Bethge (1933) zu den fünfzehn aus dem Nachlass veröffentlichten Gedichten Siewerts stellte nach Hinweisen auf ihr Leben lediglich die kurze rhetorische Frage, warum das lyrische Werk Siewerts bis dahin unbeachtet geblieben war. Die Antwort erschöpfte sich in der Aussage, dass derart barocke, eigenwillige, ungehobelte, unpolierte ur- und wildgewachsene Gedichte […] der Schrecken aller Beckmesser und einer Leserschaft, die [nur] glatt gefällige Verse für Dichtung halte, sein müssten. Den Titel seines Beitrags Die betrübte Preußin entnahm Bethge der vorletzten Zeile des Gedichts Fromme Abendstunde. In seinem Beitrag im Westpreußen-Jahrbuch resümierte Carl Lange 1959:

„Wir denken bei ihrer Dichtung häufiger an Novalis, Kleist, an Jean Paul und Klopstock und an den jungen Goethe. Ihre Sprache ist elementar, musikalisch, von barocker Wortfülle und eigengeprägter Ausdrücke. […] Die Dichterin hat sich mit mythisch-romantisch geschriebenen Schilderungen von Land und Leuten ihrer Heimat in den berufenen Kreisen der Literatur einen angesehenen Namen verschafft, aber es fehlte der tieferen Durchdringung zu großen dichterischen Erfolgen […].“

Den letzten ausführlichen Beitrag im 20. Jahrhundert gab es 1964 gleichfalls im Westpreußen-Jahrbuch. Der Herausgeber Carl Lange veröffentlichte hier postum die unvollendete Biografie Die Siewerts von Paul Fechter, die nach der Darstellung der Vorfahren und ersten Hinweisen auf das Gut Budda abbricht. Die Biografie habe Fechter sehr am Herzen gelegen. Er habe sie aber zurückgestellt, um sein Europäisches Drama zu vollenden, und vor seinem Tod nicht wieder aufnehmen können. Allerdings war Fechter zuvor in seiner überarbeiteten Geschichte der deutschen Literatur, die bis zum Ende der 1950er-Jahre erschien, vergleichsweise ausführlich auf einzelne Romane und Novellen Siewerts eingegangen – wie Jean Paul, Marie von Ebner-Eschenbach und weiteren deutlich bekannteren Literaten widmete er in seinem Kompendium auch Siewert drei Seiten. Fechter resümierte: Die Kunstwelt sei Siewert so etwas wie das ersehnte Reich der Unwirklichkeit, besser noch des Überwirklichen, und wenn man näher zusehe, gingen alle ihre Geschichten zuletzt von der Auseinandersetzung dieser beiden Welten aus.
In den folgenden Jahrzehnten ist Elisabeth Siewert nur noch mit Kurzeinträgen in lexikalischen Werken vertreten. Das Deutsche Literaturlexikon (Auflage 1997) enthält beispielsweise die Personendaten mit der ergänzenden Angabe […] lebte meist mit ihren Schwestern in Berlin; Erzählerin und listet zehn Romane und zwei Literaturhinweise auf. Das Lexikon Autobiographien von Frauen nennt einige der wichtigsten autobiographischen Novellen Siewerts. In einer Untersuchung über Die belletristische Literatur in den ersten Jahrgängen der Zeitschrift „Die Frau“ zählte Xenia Boe Elisabeth Siewert zu den wichtigsten Prosaschriftstellerinnen der Anfangsjahre dieser Zeitschrift. Zudem teilte sie mit, Siewert habe sich bevorzugt mit Themen beschäftigt, die die zeitgenössische Lebenswirklichkeit humorvoll widerspiegelten.

### Wiederentdeckung 2008
Erst mit der Wiederentdeckung des Werks ihrer Schwester Clara 2008 rückte auch das Leben und Werk Elisabeth Siewerts wieder ein Stück weit in den Blickpunkt. 2008 fand im Kunstforum Ostdeutsche Galerie Regensburg die von Roman Zieglgänsberger konzipierte und realisierte Ausstellung Clara Siewert – zwischen Traum und Wirklichkeit statt. Die Ausstellung bot die erste umfassende Retrospektive zum Leben und Werk der Künstlerin. In der gleichnamigen, ausstellungsbegleitenden Monografie zu Clara Siewert versuchte Zieglgänsberger, das Leben der Künstlerin zu rekonstruieren. Da Daten nur sehr bruchstückhaft vorlagen, bediente er sich eines, wie er schreibt, „‚unlauteren‘ Mittels“, indem er „aus der Prosa der Schwester Elisabeth Siewert […] Biografisches“ herausfilterte. Zudem ist das biografische Kapitel Eine verschollene Künstlerin in einer Seitenspalte von ausführlichen, vertiefenden Zitaten aus Elisabeths Werken begleitet. Das Vorgehen sah Zieglgänsberger unter anderem dadurch legitimiert, dass Elisabeth zeitlebens die engste Vertraute Claras gewesen ist. Im Anhang dokumentierte die Monografie erstmals eine chronologische Übersicht über die Werke auch Elisabeth Siewerts, die allerdings ihre Novellen in den Sozialistischen Monatsheften und der Neuen Rundschau nicht enthält. 2012 folgte im Wertheimer Schlösschen Hofgarten und in der Berliner Liebermann-Villa die Ausstellung Käthe Kollwitz und ihre Kolleginnen in der Berliner Secession, auf der zahlreiche Werke Claras präsentiert wurden. Auch hier enthält der Begleitband im Abschnitt zu Clara zahlreiche Elemente aus Elisabeths schriftstellerischem Werk.
Nach Angabe Paul Fechters hinterließ der Bruder Alexander bei seinem Tod 1961 eine dreibändige Geschichte der Familie, deren Verbleib unklar ist. Zudem schrieben Elisabeth und Clara Siewert Tagebücher, die sich laut Zieglgänsberger später wahrscheinlich im Archiv der Ostdeutschen Monatshefte befanden, wo sich ihre Spur verliere. Eine Aufarbeitung des Gesamtwerks und der Nachlässe Elisabeth Siewerts fand bislang nicht statt; ebenso wenig war sie bislang Thema der literaturwissenschaftlichen Forschung.

## Parallelen und Gegensätze im literarischen und bildnerischen Werk der Schwestern
Weiteren Aufschluss über das Denken Elisabeth Siewerts geben die Parallelen und Gegensätze in den Werken Elisabeths und Claras, die Roman Zieglgänsberger 2008 herausgearbeitet hat. Wie die Texte Elisabeths war auch das bildnerische Werk ihrer Schwester Clara von der gemeinsamen künstlerischen Prägung im Elternhaus, dem gemeinsam entwickelten Gedankengut und der bleibenden Sehnsucht nach der Kindheit und Heimat in Westpreußen bestimmt.

### Parallelen

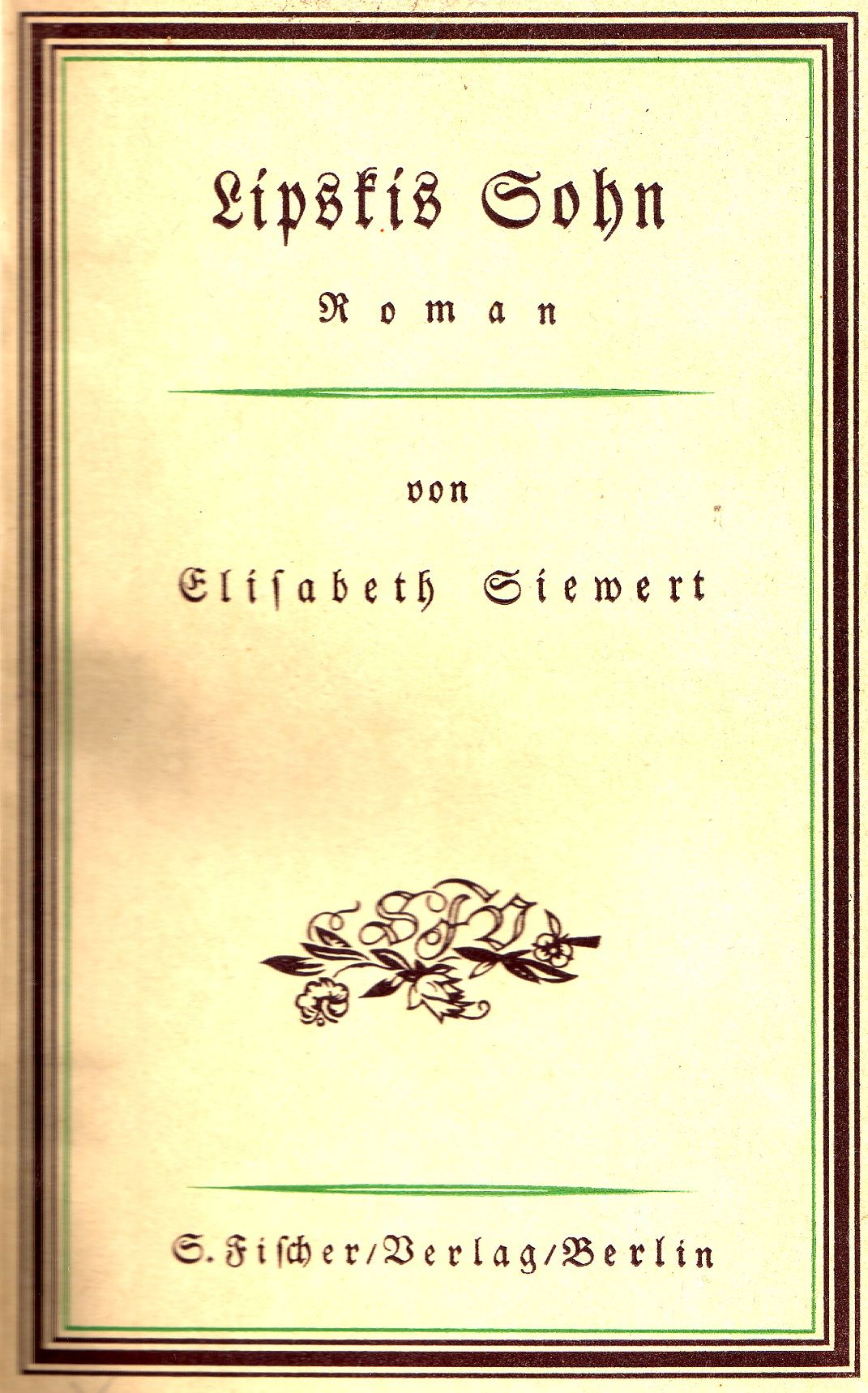
Titelblatt des Romans Lipskis Sohn, 1913

So zeugen die 25 nachweisbaren Selbstbildnisse Claras nach Darstellung Zieglgänsbergers vom Wissen um ihr Ausgeliefertsein und von einer generellen Schutzlosigkeit. Elisabeth habe ähnliche Empfindungen ausgedrückt, wenn sie in Die Abenteuer der Oijamitza (1928) schrieb: Das Schreckliche fiel auf sie wie der Tod. Überhaupt sei davon auszugehen, dass die Grundlage dieses Textes – wie auch bei der Geckin (1928) – gemeinsam entwickelt wurde. Das Bild Mutter am Bett ihres kranken Kindes (1902) zeige eine sorgenvolle Mutter, die hilflos und mit traurig verstehenden Blick auf ihr Kind herunter sieht, das kraftlos und ängstlich zusammengekrümmt auf dem Sofa liegt. In Die Abenteuer der Oijamitza (S. 20) habe Elisabeth eine Szene ähnlich beschrieben: Die 16-jährige Luise „lag wieder, ihren kleinen Kopf in der verwirrten Masse ihrer aschblonden Haare wie auf einem Extrakissen auf dem weißen Kissen bettend. […] Fast war sie jetzt […] ein ehrlich dummes Wiegenkind, ohne alle Verantwortung, ohne abnorme Zustände und schreckliche Erlebnisse“. Zudem deute die schwarze Tusche-Federzeichnung Claras mit dem sehr ähnlichen Titel Das Abenteuer der Oljamizza (um 1900/1910) auf eine bereits in der Jugend gemeinsam entwickelte Thematik hin, auch wenn Elisabeth ihren Oijamitza erst 1928 im Sumbuddawald veröffentlicht habe. Wie in der Tuschezeichnung dargestellt, beschreibe Elisabeth in ihrer Erzählung (S. 12–15) eine Szene, in der die Hauptfigur von ordinären, „vor Lachlust geschüttelten Mädchen“ verspottet und vertrieben werde. Für die Novelle Geckin fertigte Clara eine Zeichnung an.
Claras Bild Ruhe (1902) lässt sich laut Zieglgänsberger nach verschiedenen Texten Elisabeths als „Erlösung vom irdischen Dasein“ deuten, wenn sie etwa in Lipskis Sohn (1913, S. 54) schreibe: „Die Nacht über lag sie grade und reglos mit gefalteten Händen in ihrem Bett, die Idee beherrschte sie, daß, wenn sie so in der Stellung einer Leiche läge, das vielleicht etwas dazu täte, um sie abscheiden zu lassen.“ Auch die Bleistiftzeichnung Griechische Sphinx nimmt die Tote Hexe auf aus Claras zentralem Hexenzyklus erinnere an eine Situation, die Elisabeth in Lipskis Sohn (1913, S. 228) beschrieb: „Sie gingen zu Bett und fanden, daß sie auf den Schwingen eines Fabeltiers ruhten, das sich bewegte“. Die Kaltnadelradierung Die Verkäuferin (1903) habe eine Entsprechung in Elisabeths Roman Die schönen Herbsttage (1903, S. 526f): „Kitty blieb in einer kleinen Konditorei […] mit dem Ausblick auf den mit Backwerk besetzten Ladentisch, dahinter vor Spiegelscheiben Glashäfen mit Bonbons und Schokoladen. […] Aus der Nebentür traten nacheinander drei junge Herren, die alle merkwürdig gut genährt und brutal aussahen. Der stattlichste von ihnen warf Kitty einen langen Seitenblick zu, die Hände in den Paletottaschen, und stellte sich breitbeinig vor die Kasse, hinter der ein junges Mädchen saß.“

### Gegensätze
Allerdings zeigten die Werke der Schwestern auch deutliche Gegensätze. Beschreibe Elisabeth die Kindheit eher '„als einzige glückliche und sorgenfreie Zeit im Leben eines Menschen und gehe in ihren Texten immer wieder der Frage nach[…], wie es geschehen konnte, dass dieses Himmelreich der Kindheit verlorenging“, zeigten Claras Bilder von Kindern und Jugendlichen die Kindheit zumeist „als bedrohliches ‚Kindergefängnis‘“ und vermittelten eine Todessehnsucht der Kinder; auch in den Bildern zur Themengruppe Literarische Stoffe, Märchen und Mystik komme das Mysterium des Todes als ein zentrales Thema Claras zum Ausdruck. Die – nahezu ausschließlich weiblichen – Aktdarstellungen Claras zeigten „introvertierte, mitunter seelisch verletzte und innerlich in die Enge getriebene Personen. […] Sie lachen nicht, zeigen keine Regung und blicken starr vor sich hin […], sind erschöpft und scheinen fatalistisch das Kommende anzunehmen.“ Während bei Clara eindeutig die negative Seite des Daseins überwogen habe, stünden bei Elisabeth Siewert Glücks- und Leidensschwere nebeneinander.

## Werkverzeichnis
Die folgende Auswahl beschränkt sich weitgehend auf in diesem Artikel erwähnte Werke.

### Romane und Novellen
- Maienfrost. In: Die Frau. Monatsschrift für das gesamte Frauenleben unserer Zeit. Hrsg.: Helene Lange. 4. Jg. 1897. W. Moeser Buchhandlung, Berlin, S. 423–427.
- Bajowo. Roman. Verlag R. Taendler, Berlin 1903, 128 S.
- Die schönen Herbsttage. Roman. In: Deutsche Roman-Bibliothek (regelmäßige Beilage des illustrierten Unterhaltungsblatts Über Land und Meer), 31. Jg. 1903, 52 Hefte in 2 Bänden, Deutsche Verlags-Anstalt, Stuttgart u. Leipzig 1903 (S. 440–448, 459–468, 480–488, 497–508, 520–528, 542–548, 556–568).
- Kinder und Leute. Novellen. Karl Reißner, Dresden 1906, 271 S.
- Drei Schwestern (Roman). In: Die Frau. 13. Jg. 1906. In Fortsetzungen verteilt über mehrere Hefte.
- Van Braakel. In: Sozialistische Monatshefte – Internationale Revue des Sozialismus. Hrsg.: Joseph Bloch. Heft 15 1909. Verlag der Sozialistischen Monatshefte, Berlin., S. 236–241 (Volltext in der Online-Edition der Bibliothek der Friedrich-Ebert-Stiftung).
- Aus einer armen Werkstatt. In: Sozialistische Monatshefte, Heft 15 1909, S. 1568–1573 (Volltext in der Online-Edition der Bibliothek der Friedrich-Ebert-Stiftung).
- Unnütze Sünde, Novelle. In: Neues Frauenleben: Organ der freiheitlichen Frauen in Österreich. Hrsg.: bis 1910 Auguste Fickert, anschließend unter anderem Christine Touaillon. 22. Jg. 1910. Goldschmiedt Verlag, Wien (Teil 1 in: Nr. 6, Teil 2 in: Nr. 8, Schluss in: Nr. 9, jeweils in der Literarischen Beilage, online-abrufbar).
- Unvergessene Menschen. Ein Roman aus der Krinolinenzeit. S. Fischer Verlag, Berlin 1911, 480 S.
- Die Heimat (Erinnerung). In: Die Frau. 19. Jg. 1912, S. 406–410.
- Darum (Novellette). In: Neues Frauenleben, 24. Jg. 1912, Nr. 7/8 (Anfang) und 9 (Fortsetzung und Schluss) (E-Book bei ngiyaw eBooks).
- Lipskis Sohn. Roman. S. Fischer Verlag, Berlin 1913, 247 S.
- Der Getroffene. In: Neues Frauenleben, 16. Jg. 1914, Nr. 1/2, S. 47–55 (E-Book bei ngiyaw eBooks).
- Weggenossen (Novelle). In: Neue Rundschau, Heft 5, 1914, S. Fischer Verlag, (zu dieser Zeit) Berlin, ab S. 645. (Im Bundes-Blindenerziehungsinstitut (BBI) Wien auch in Blindenschrift vorhanden).[78]
- Der Auserkorene (Novelle). In: Neue Rundschau, Heft 6, 1915, S. Fischer Verlag, (zu dieser Zeit) Berlin, ab S. 737.
- Das himmlische Kind. In: Sozialistische Monatshefte, Heft 22 1916, S. 43–46 (Volltext in der Online-Edition der Bibliothek der Friedrich-Ebert-Stiftung).
- Der Indische Gott auf dem Lande. Kunstwart-Verlag G.D.W. Callwey, München 1925, 85 S.
- Rettungen. Altmodische Erzählung. Kunstwart-Verlag G.D.W. Callwey, München 1926, 82 S.
- Der Sumbuddawald. Novellen. Ring-Verlag, Berlin 1928. 239 S.[63] (Enthält die Erzählungen: Die Abenteuer der Oijamitza, Der Sumbuddawald und Das siebenfache Leben des Hirten Mathias.)
- Die Geckin (Novelle). In: Der Kunstwart. Verlag Kunstwart, Dresden und Callwey, München, September 1928.(Nach Angabe von Zieglgänsberger gab es zur Erzählung […] eine Zeichnung von Clara Siewert 'Die Geckin', erw. in: Ausst.Kat. Gurlitt 1936, Nr. 131.[75])

### Lyrik
Die Lyrik Elisabeth Siewerts blieb weitgehend unveröffentlicht. Bekannt ist lediglich die Zusammenstellung einiger Gedichte aus ihrem Nachlass in den Ostdeutschen Monatsheften 1933, die der nationalsozialistische Lyriker, Dramatiker und Dramaturg Friedrich Bethge mit einer kurzen Einführung wiedergegeben hatte. Die Titel lauteten:
- Ausgleich; Botschaft; Das blinde Kind spricht; Ein alter Mensch spricht; Entrückung; Fromme Abendstunde; Götter und Dämonen; In der Not; Kosmische Begnadung; Letzter Rausch; Mädchens Abendbitte; Medea; Reh mit dem Herzschuß (Untertitel: Im Krankenhaus – kurz vorm Tode); Unglückliche Liebe; Vorsatz I und Vorsatz II.[79]